# سسکک شکم‌زرد
سسکک شکم‌زرد (نام علمی: Prinia flaviventris) نام یک گونه از سرده سسکک است.